# La Vuelta (La Jagua)
La Vuelta (La Jagua) es una localidad del municipio de Centro ubicado en la subregión centro del estado mexicano de Tabasco.

## Geografía
La localidad de La Vuelta (La Jagua) se sitúa en las coordenadas geográficas 17°57′47″N 92°42′04″O / 17.963056, -92.701111, a una elevación de 22 metros sobre el nivel del mar.

## Demografía
Según el Censo de Población y Vivienda 2020, efectuado por el Instituto Nacional de Estadística y Geografía, la localidad de La Vuelta (La Jagua) tiene 734 habitantes, de los cuales 358 son del sexo masculino y 376 del sexo femenino. Su tasa de fecundidad es de 2.43 hijos por mujer y tiene 195 viviendas particulares habitadas.
| Gráfica de evolución demográfica de La Vuelta (La Jagua) entre 1910 y 2020 |
|                                                                            |
| INEGI.                                                                     |